# Smile-Linie
Die Smile-Linie, auch Smile-Line, ist ein Begriff aus dem Nageldesign und kommt bei der Erstellung einer French Manicure vor.
Die Smile-Line beschreibt die Linie, die durch das Auftragen des weißen Lackes, Acryls, Gels oder des weißen Tips zum Nagelbett hin entsteht.
Es handelt sich nur um eine Smile-Line, wenn sich die weiße Nagelspitze nach rechts und links zum Nagelfalz hin in einer Kurve an das Nagelbett anschmiegt.
Wird eine gerade Linie auf die Nagelspitze aufgetragen, ohne eine Kurve zu zeichnen, so handelt es sich nicht um eine Smile-Line.
Wird die Weiße Linie bis ans hintere Ende des Nagelfalzes gearbeitet, so spricht man von einer „Dramatic Smile-Line“.

## Der Ursprung
Der Ursprung der Bezeichnung stammt von der Assoziation zu einem lachenden Mund von einem Smiley.

## Vorteile
Wenn sich die Kundin im Nagelstudio eine Smile-Line modellieren lässt, wirkt ihr Nagel graziler, schmaler und professioneller. 
Mit der Versetzung der Smile-Line an den vorderen Nagelrand kann das Nagelbett optisch verlängert werden. 
Diese Methode ist bei Nagelbeißern besonders geeignet.

## Verarbeitung
Eine besonders gleichmäßige und symmetrische Verarbeitung der Smile-Line gilt als besonders schön.
In Nageldesign-Meisterschaften ist die Smile-Line eines der Hauptkriterien für eine gute Platzierung.